# That One Night: Live in Buenos Aires
That One Night: Live in Buenos Aires je živé album americké thrashmetalové skupiny Megadeth. Vyšlo na CD a DVD. Jedná se o záznam z koncertu, který se odehrál 9. října 2005 v Buenos Aires na stadionu Obras Sanitarias. Záznam je doplňován záběry Dava Mustaina a Glena Drovera hrajících na akustické kytary pro fanoušky před hotelem, ve kterém byla skupina ubytována.
Součástí koncertu jsou čtyři skladby („The Scorpion“, „Train of Consequences“, „Of Mice and Men“ a „Sweating Bullets“), které nebyly vydány ani na CD, ani na DVD. Verze koncertu na dvou CD vyšla až 4. září 2007, původně měla být vydána současně s DVD verzí. V USA a Argentině získalo DVD zlatou desku, v Kanadě platinovou desku a bylo zvoleno nejlepším DVD ve čtenářském hlasování časopisu Burrn!.
Na konci koncertu frontman kapely Dave Mustaine prohlásil, že slibuje fanouškům jejich plnohodnotný návrat, protože to měl být poslední koncert, na posledním turné Megadeth. Kapela měla ukončit činnost a Mustaine se měl vydat na sólovou dráhu. Ani k jednomu nedošlo.

## Hodnocení
Greg Prato z Allmusic ohodnotil album čtyřmi hvězdičkami z pěti a dodal, že se jedná o další nezvratný důkaz toho, že je Megadeth jedna z nejpreciznějších thrashmetalových kapel.
Chad Bowar z About.com také hodnotil album čtyřmi hvězdičkami a uvedl, že na albu se všechno povedlo – publikum je úžasné (dokonce zpívá ke kytarovým riffům) a kapela je ve skvělé formě. Kvalita zvuku je taky výborná, dav je dostatečně slyšet a přitom neruší. Megadeth je jedna z nejlepších thrashmetalových skupin všech dob a toto živé album dobře reprezentuje jejich repertoár.
Andrew Blackie z PopMatters uvedl, že koncert byl podle něj nafilmován znamenitě, dobře sleduje např. výrazy členů kapely při kytarových sólech, zároveň i doprovodnou světelnou show a reakce nadšeného publika, které očividně zná text každé skladby. Přitom se nezapomnělo ani na prokládání záběrů z koncertu s písněmi hranými před hotelem pro fanoušky. Blackie nakonec ohodnotil album osmi hvězdičkami z deseti.

## Seznam skladeb

### CD
Autorem hudby i textu je Dave Mustaine, pokud není uvedeno jinak
| Disk 1 | Disk 1                 | Disk 1                   | Disk 1                   | Disk 1 |
| Pořadí | Název                  | Hudba                    | Text                     | Délka  |
| ------ | ---------------------- | ------------------------ | ------------------------ | ------ |
| 1.     | Jet Intro              |                          |                          | 0:35   |
| 2.     | Blackmail the Universe |                          |                          | 4:08   |
| 3.     | Set the World Afire    |                          |                          | 5:27   |
| 4.     | Skin o' My Teeth       |                          |                          | 3:22   |
| 5.     | Wake Up Dead           |                          |                          | 3:35   |
| 6.     | In My Darkest Hour     |                          | Mustaine, David Ellefson | 6:07   |
| 7.     | Die Dead Enough        |                          |                          | 3:55   |
| 8.     | She-Wolf               |                          |                          | 3:31   |
| 9.     | Reckoning Day          | Mustaine, Marty Friedman | Mustaine, Ellefson       | 4:39   |
| 10.    | À Tout le Monde        |                          |                          | 4:28   |
| 11.    | Angry Again            |                          |                          | 3:36   |

| Disk 2 | Disk 2                          | Disk 2             | Disk 2               | Disk 2 |
| Pořadí | Název                           | Hudba              | Text                 | Délka  |
| ------ | ------------------------------- | ------------------ | -------------------- | ------ |
| 1.     | Hangar 18                       |                    |                      | 5:06   |
| 2.     | Return to Hangar                |                    |                      | 3:51   |
| 3.     | I'll Be There                   | Mustaine, Friedman | Mustaine, Bud Prager | 5:36   |
| 4.     | Tornado of Souls                |                    | Mustaine, Ellefson   | 5:22   |
| 5.     | Trust                           | Mustaine, Friedman |                      | 6:00   |
| 6.     | Something That I'm Not          |                    |                      | 4:46   |
| 7.     | Kick the Chair                  |                    |                      | 4:03   |
| 8.     | Coming Home                     |                    |                      | 2:35   |
| 9.     | Symphony of Destruction         |                    |                      | 4:23   |
| 10.    | Peace Sells                     |                    |                      | 4:40   |
| 11.    | Holy Wars... The Punishment Due |                    |                      | 8:33   |

### DVD
1. "Blackmail the Universe"
2. "Set the World Afire"
3. "Wake Up Dead"
4. "In My Darkest Hour"
5. "She-Wolf"
6. "Reckoning Day"
7. "À Tout le Monde"
8. "Hangar 18
9. "Return to Hangar"
10. "I'll Be There"
11. "Tornado of Souls"
12. "Trust"
13. "Something That I'm Not"
14. "Kick the Chair"
15. "Coming Home"
16. "Symphony of Destruction"
17. "Peace Sells"
18. "Holy Wars... The Punishment Due"
19. "Silent Scorn (tape)"

### Bonusová skladba
1. "Symphony of Destruction (Alternate Track)"

### Nevydané skladby z koncertu
1. "The Scorpion"
2. "Train of Consequences"
3. "Of Mice and Men"
4. "Sweating Bullets"

## Sestava
- Dave Mustaine – kytara, vokály
- Glen Drover – kytara, doprodovné vokály
- James MacDonough – baskytara, doprovodné vokály
- Shawn Drover – bicí

### Produkce
- Michael Sarna – režisér, producent
- Shalini Waran – producent
- Dave Mustaine– audioprodukce[5]
- Jeff Balding – audioprodukce, mixing[5]
- Dean Gonzalez – střihač
- Michael Palmero – střihač
- Gary Haber – vedoucí producent[5]
- John Dee – vedoucí producent
- Kevin Gasser – vedoucí producent

## Umístění v žebříčcích
| Rok  | Žebříček                  | Umístění |
| ---- | ------------------------- | -------- |
| 2007 | Australian ARIA DVD Chart | 6        |
| 2007 | Finnish DVD Chart         | 1        |
| 2007 | Billboard Music DVD Chart | 12       |